# Harald Andersin

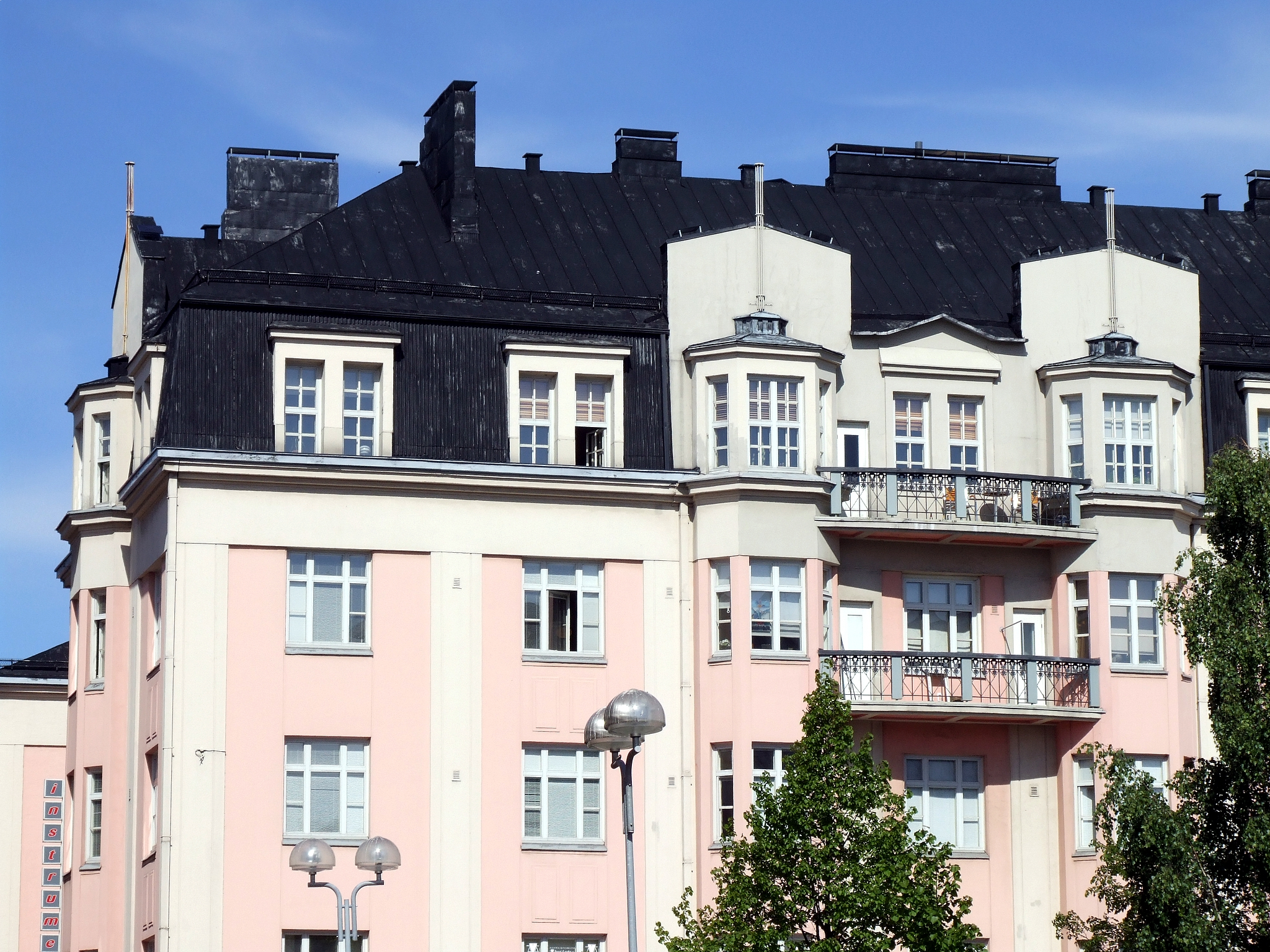
En av byggnaderna som Andersin ritade i Uleåborg.

Harald Andersin, född 7 mars 1883 i Viborg, död 10 mars 1936 i Helsingfors, var en finländsk arkitekt. Andersin studerade vid Dresdens tekniska högskola åren 1904-05 och utexaminerades som arkitekt från Polytekniska institutet i Helsingfors 1907. 
Efter examen började Andersin arbeta som arkitekt vid Överstyrelsen för allmänna byggnaderna. Åren 1909-17 var han länsarkitekt i Uleåborg. Efter att ha arbetat som länsarkitekt började Andersin igen vid överstyrelsen för allmänna byggnader, men avgick från sin tjänst år 1919. Senare arbetade Andersin huvudsakligen som industriarkitekt i Uleåborg, Kemi och Jyväskylä innan han blev lärare vid Tekniska högskolan år 1925.

## Galleri

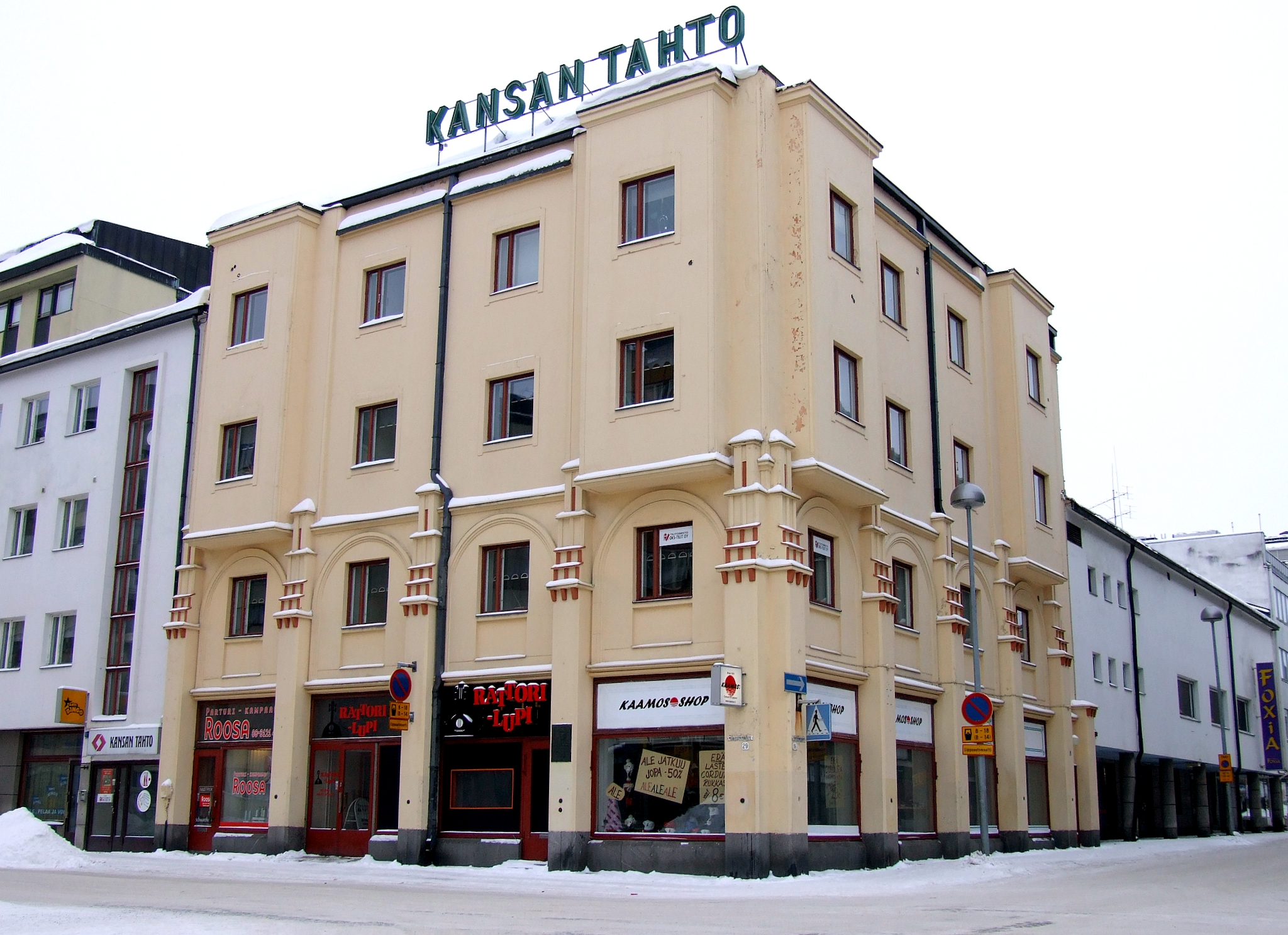
Kansan Tahtos kontorshus i Uleåborg
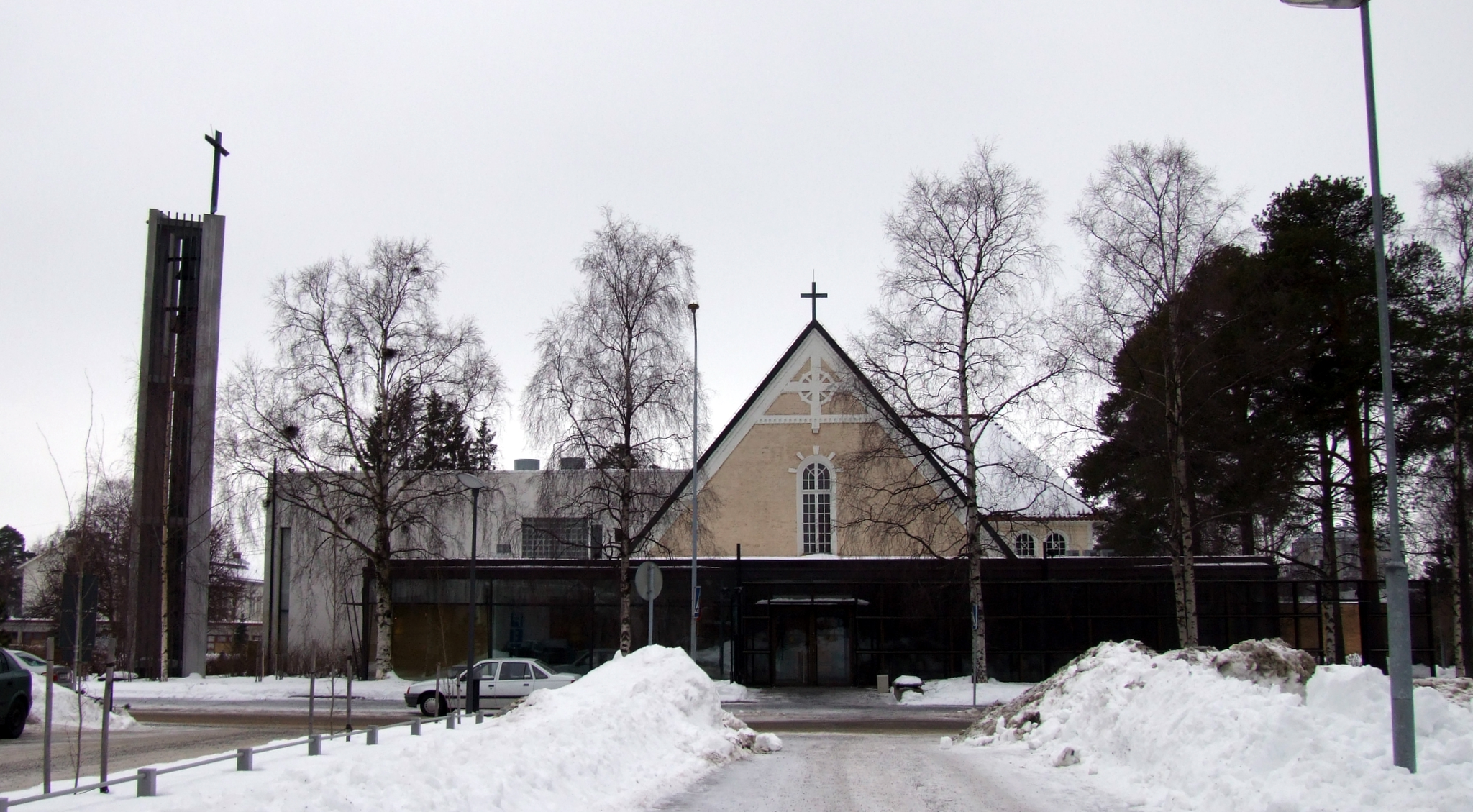
Tuirakyrkan i Uleåborg
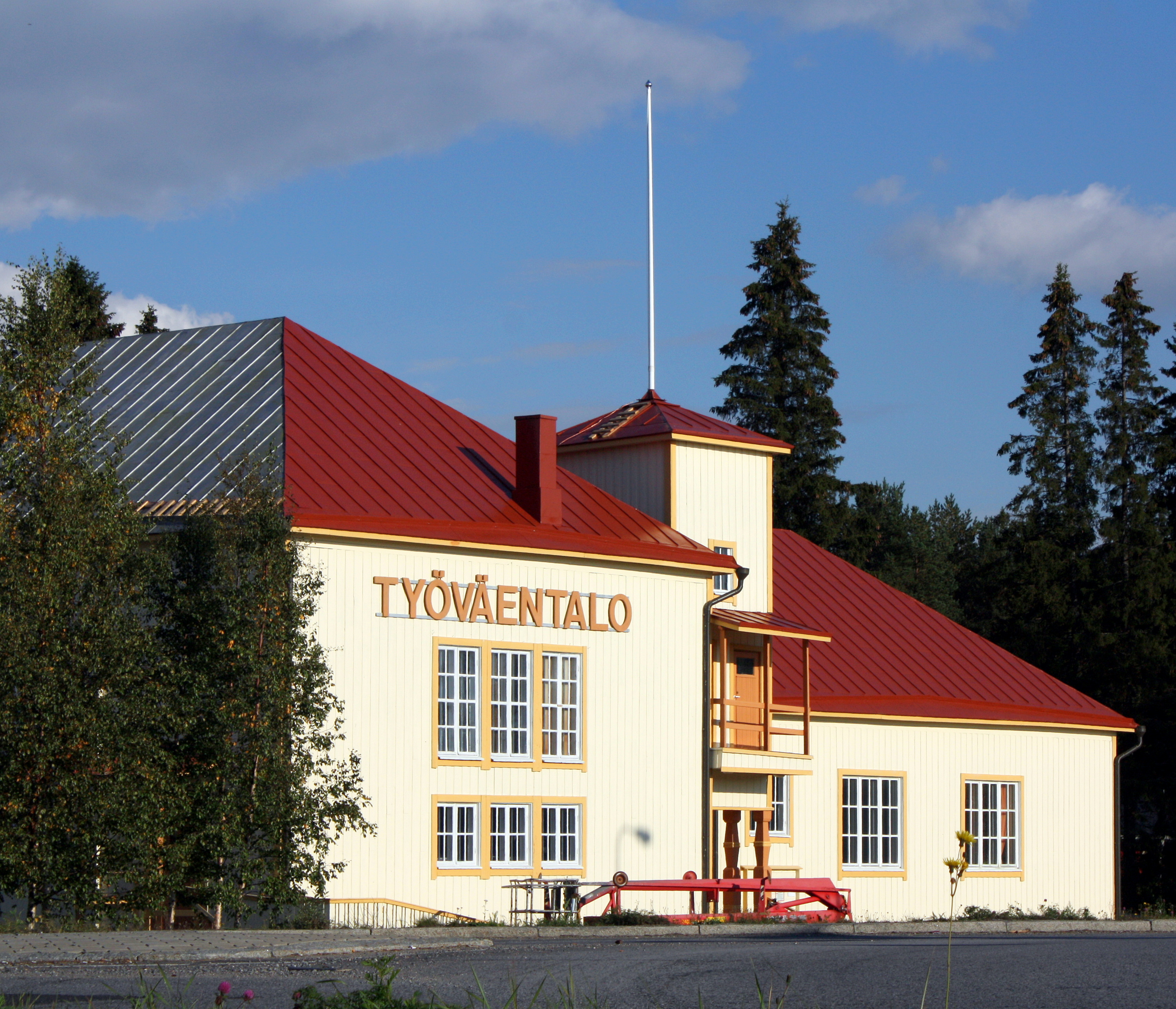
Folkets hus i Ijo, 1915
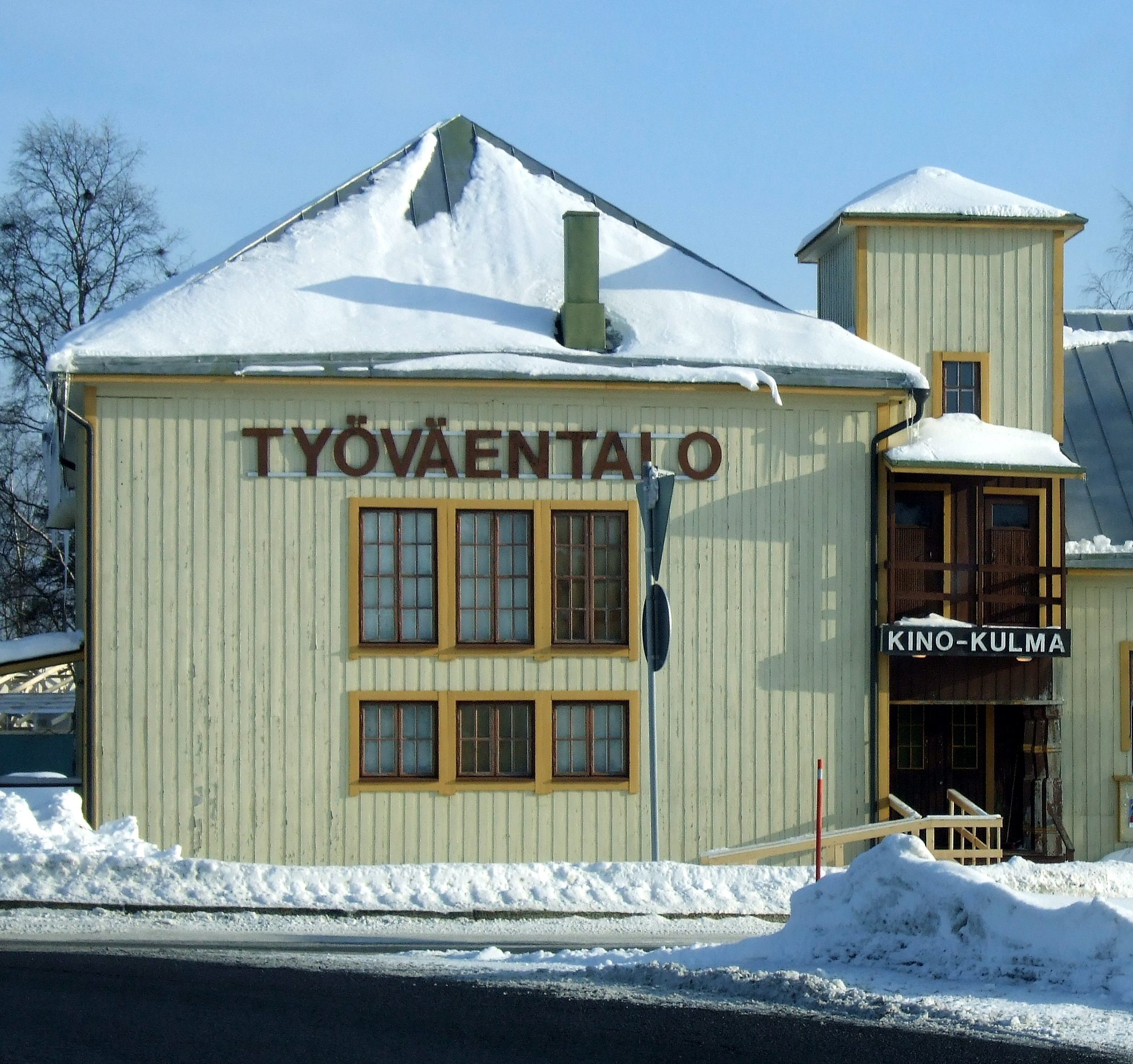
Folkets hus i Ijo, 1915
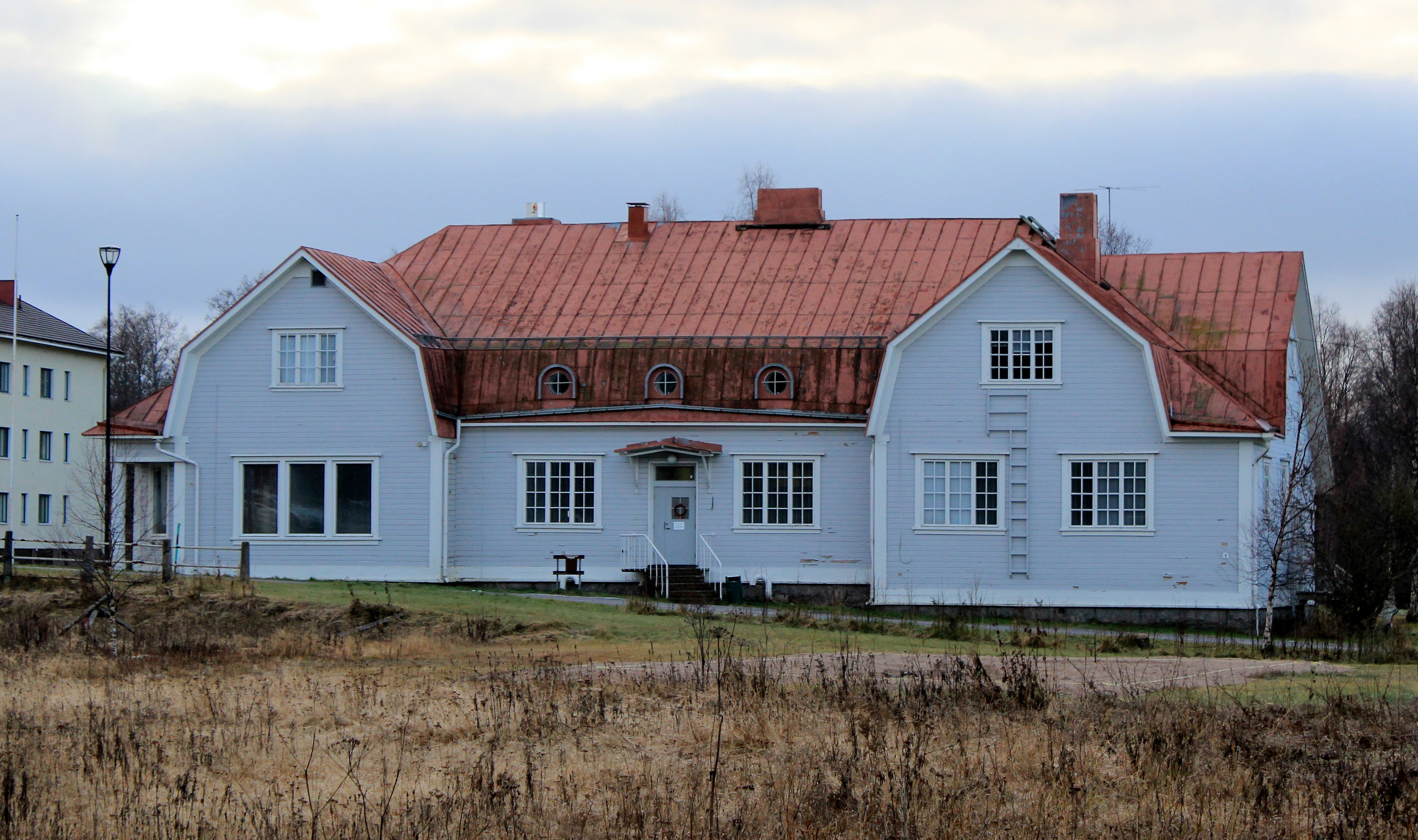
Karilabyggnaden vid Kemi:s pappersfabrik, 1912